# مقاطعة بتلر (كنتاكي)
مقاطعة بتلر (بالإنجليزية: Butler County)‏ هي إحدى المقاطعات في ولاية كنتاكي في الولايات المتحدة الأمريكية.

## أعلام
- ويزلي فيلبس
- ويليام إس. تايلور
- توماس هاينز